# تيم دونكان
تيم دونكان (بالإنجليزية: Tim Duncan)‏ هو لاعب كرة قدم أمريكية أمريكي، ولد في 12 يونيو 1979 في تلسا في الولايات المتحدة.

## وصلات خارجية
- تيم دونكان على موقع مرجع كرة القدم المحترفة.كوم (الإنجليزية)